# スキッタースキャッター
スキッタースキャッター（Skitter Scatter）は、アメリカ合衆国生産、アイルランド調教の競走馬。主な勝ち鞍は2018年のモイグレアスタッドステークス(GI)。

## 戦績

### デビュー前
2016年4月4日にアメリカ合衆国にて誕生。前年末に急死した名種牡馬スキャットダディのラストクロップにあたる。2017年9月のキーンランド1歳馬セールに上場予定であったが欠場となり、生産者のエアリースタッドを所有するロジャース夫妻名義で競走馬となった。

### 2歳（2018年）
アイルランドのパトリック・プレンダーガスト（Patrick Prendergast）厩舎から2018年3月にデビューし、2戦目に初勝利を挙げる。距離を7ハロンに延ばしたデビュー5戦目からシルバーフラッシュステークス、デビュタントステークスと重賞を連勝。その勢いのまま、次戦のモイグレアスタッドステークスも2馬身差の完勝で初G1制覇を果たす。調教師のプレンダーガストと騎手のローナン・ウィーラン（Ronan Whelan）にとってもこれが初のG1制覇であった。
その後は生まれ故郷である米国のブリーダーズカップへの参戦プランも浮上したが、翌春の1000ギニー戦線に備えるため休養に入った。2歳9月までに7戦し、G1を含む重賞3連勝を遂げたことが評価され、同年のカルティエ賞最優秀2歳牝馬に選出された。

### 3歳（2019年）
年明け早々、プレンダーガスト厩舎がかつてシンダーやシーザスターズなどの名馬を手掛けたジョン・オックス厩舎に吸収合併されることが決まり、3歳時はオックス厩舎の所属馬としてレースに出走した。
休み明けで英1000ギニーに出走するも、ブービーの14着と大敗。レース後に筋肉を痛めていることが判明し、休養に入る。復帰戦となった8月末のフェアリーブリッジステークスで2着となるも、翌月のメイトロンステークスでは最下位の7着に敗れた。レース後に英1000ギニー後と同じ症状が出たこともあり、この一戦を最後に現役を引退した。

### 競走成績
以下の内容は、Racing Postの情報に基づく。
| 出走日     | 競馬場           | 競走名                         | 格 | 距離   | 着順 | 騎手         | 着差     | 1着（2着）馬         |
| ---------- | ---------------- | ------------------------------ | -- | ------ | ---- | ------------ | -------- | -------------------- |
| 2018.03.28 | ダンドーク       | 未勝利                         |    | 芝5f   | 3着  | R.ウィーラン | 1馬身3/4 | Jungle Jane          |
| 0000.04.11 | ダンドーク       | 未勝利                         |    | 芝5f   | 1着  | R.ウィーラン | 短頭     | （Sergei Prokofiev） |
| 0000.05.20 | ナース           | フィリーズスプリントステークス | L  | 芝6f   | 3着  | R.ウィーラン | 3馬身    | Servalan             |
| 0000.07.01 | カラ             | グランジコンスタッドステークス | G3 | 芝6f   | 2着  | R.ウィーラン | 1/2馬身  | So Perfect           |
| 0000.07.26 | レパーズタウン   | シルバーフラッシュステークス   | G3 | 芝7f   | 1着  | R.ウィーラン | 1馬身1/2 | （Moravia）          |
| 0000.08.26 | カラ             | デビュタントステークス         | G2 | 芝7f   | 1着  | R.ウィーラン | 2馬身1/4 | （Bandiuc Eile）     |
| 0000.09.16 | カラ             | モイグレアスタッドステークス   | G1 | 芝7f   | 1着  | R.ウィーラン | 2馬身    | （Lady Kaya）        |
| 2019.05.05 | ニューマーケット | 英1000ギニー                   | G1 | 芝8f   | 14着 | R.ウィーラン | 11馬身   | Hermosa              |
| 0000.08.29 | ティペラリー     | フェアリーブリッジステークス   | G3 | 芝7.5f | 2着  | R.ウィーラン | 1/2馬身  | Waitingfortheday     |
| 0000.09.14 | レパーズタウン   | メイトロンステークス           | G1 | 芝8f   | 7着  | R.ウィーラン | 23馬身   | Iridessa             |

## 繁殖牝馬時代
現役引退後はアメリカ合衆国に戻り、馬主のロジャース夫妻が所有するエアリースタッドで繁殖牝馬となる。

## 血統表
| スキッタースキャッターの血統 | スキッタースキャッターの血統                           | スキッタースキャッターの血統                           | （血統表の出典）                                       | （血統表の出典） |
| 父系                         | ストームキャット系                                     | ストームキャット系                                     | ストームキャット系                                     | [ § 2 ]          |
| 父 Scat Daddy 2004 黒鹿毛    | 父の父*ヨハネスブルグ Johannesburg 1999 鹿毛           | *ヘネシー                                              | Storm Cat                                              | Storm Cat        |
| 父 Scat Daddy 2004 黒鹿毛    | 父の父*ヨハネスブルグ Johannesburg 1999 鹿毛           | *ヘネシー                                              | Island Kitty                                           |                  |
| 父 Scat Daddy 2004 黒鹿毛    | 父の父*ヨハネスブルグ Johannesburg 1999 鹿毛           | Myth                                                   | *オジジアン                                            | *オジジアン      |
| 父 Scat Daddy 2004 黒鹿毛    | 父の父*ヨハネスブルグ Johannesburg 1999 鹿毛           | Myth                                                   | Yarn                                                   |                  |
| 父 Scat Daddy 2004 黒鹿毛    | 父の母Love Style 1999 栗毛                             | Mr Prospector                                          | Raise A Native                                         | Raise A Native   |
| 父 Scat Daddy 2004 黒鹿毛    | 父の母Love Style 1999 栗毛                             | Mr Prospector                                          | Gold Digger                                            |                  |
| 父 Scat Daddy 2004 黒鹿毛    | 父の母Love Style 1999 栗毛                             | Likeable Style                                         | Nijinsky                                               | Nijinsky         |
| 父 Scat Daddy 2004 黒鹿毛    | 父の母Love Style 1999 栗毛                             | Likeable Style                                         | Personable Lady                                        |                  |
| 母 Dane Street 2009 黒鹿毛   | 母の父Street Cry 1998 黒鹿毛                           | Machiavellian                                          | Mr. Prospector                                         | Mr. Prospector   |
| 母 Dane Street 2009 黒鹿毛   | 母の父Street Cry 1998 黒鹿毛                           | Machiavellian                                          | Coup de Folie                                          |                  |
| 母 Dane Street 2009 黒鹿毛   | 母の父Street Cry 1998 黒鹿毛                           | Helen Street                                           | Troy                                                   | Troy             |
| 母 Dane Street 2009 黒鹿毛   | 母の父Street Cry 1998 黒鹿毛                           | Helen Street                                           | Waterway                                               |                  |
| 母 Dane Street 2009 黒鹿毛   | 母の母Daneleta 1999 黒鹿毛                             | *デインヒル                                            | Danzig                                                 | Danzig           |
| 母 Dane Street 2009 黒鹿毛   | 母の母Daneleta 1999 黒鹿毛                             | *デインヒル                                            | Razyana                                                |                  |
| 母 Dane Street 2009 黒鹿毛   | 母の母Daneleta 1999 黒鹿毛                             | Zavaleta                                               | Kahyasi                                                | Kahyasi          |
| 母 Dane Street 2009 黒鹿毛   | 母の母Daneleta 1999 黒鹿毛                             | Zavaleta                                               | La Meilleure                                           |                  |
| 母系(F-No.)                  | 14号族(FN:14-c)                                        | 14号族(FN:14-c)                                        | 14号族(FN:14-c)                                        | [ § 3 ]          |
| 5代内の近親交配              | Mr. Prospector3×4×5＝21.88%、Northern Dancer5×5＝6.25% | Mr. Prospector3×4×5＝21.88%、Northern Dancer5×5＝6.25% | Mr. Prospector3×4×5＝21.88%、Northern Dancer5×5＝6.25% | [ § 4 ]          |
| 出典                         | 1. 2. 3. 4.                                            | 1. 2. 3. 4.                                            | 1. 2. 3. 4.                                            | 1. 2. 3. 4.      |

- 母の半兄に2008年のデュハーストステークス勝ち馬のインテンスフォーカスがいる[4]。